# Tileagd
Tileagd is een Roemeense gemeente in het district Bihor.
Tileagd telt 6968 inwoners.

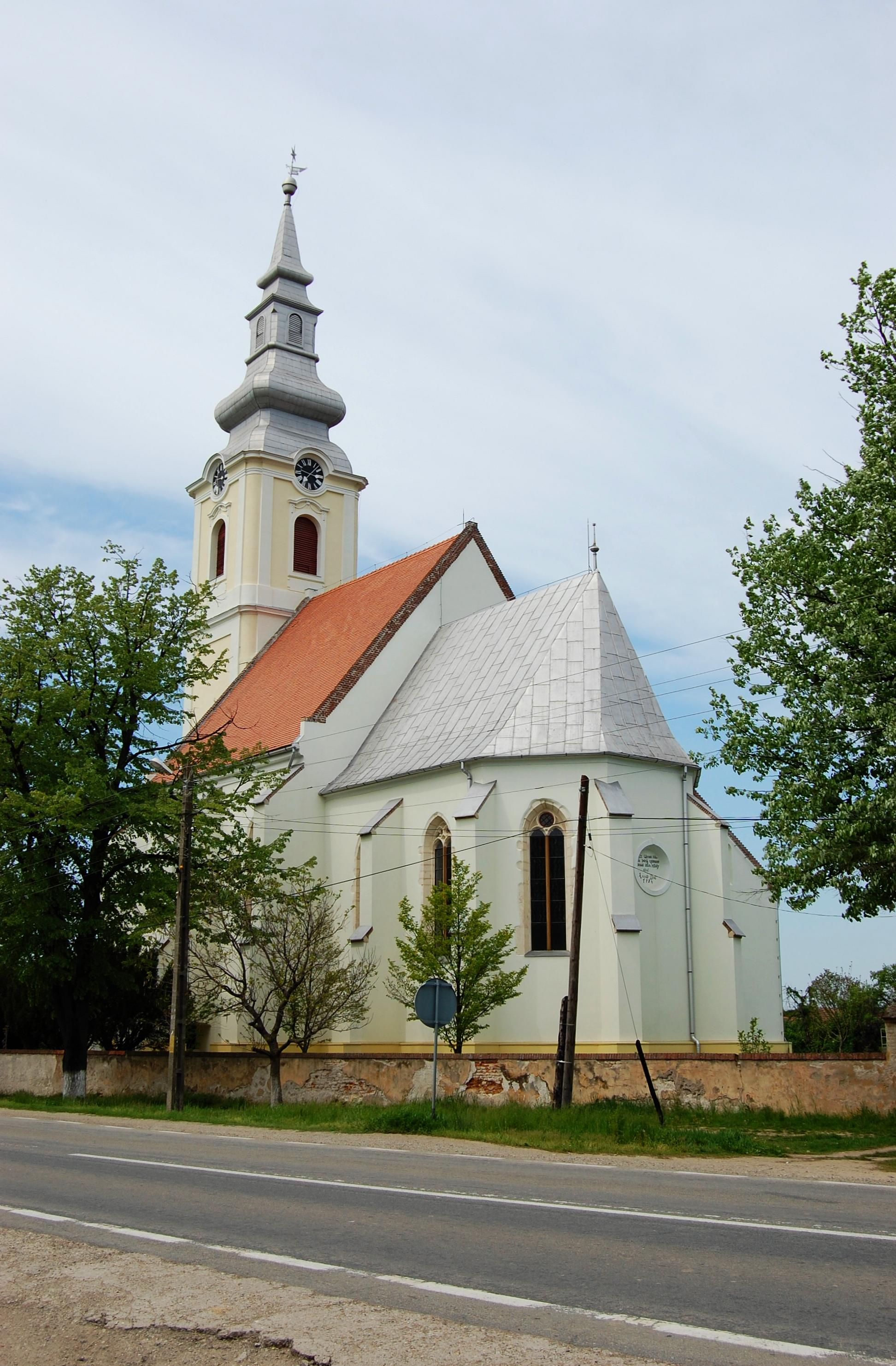
Hervormde kerk in Mezotelegd
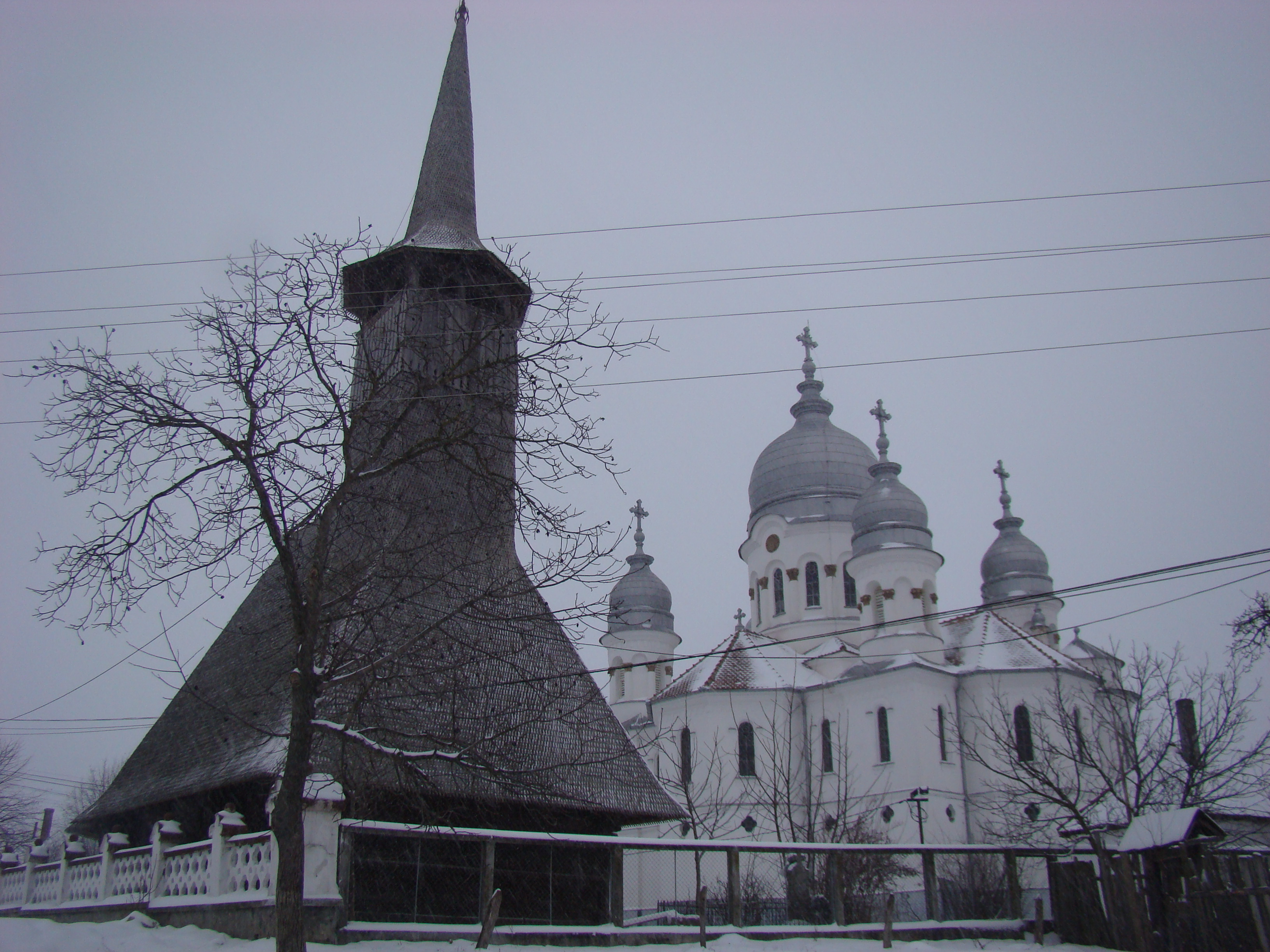
Tilecus
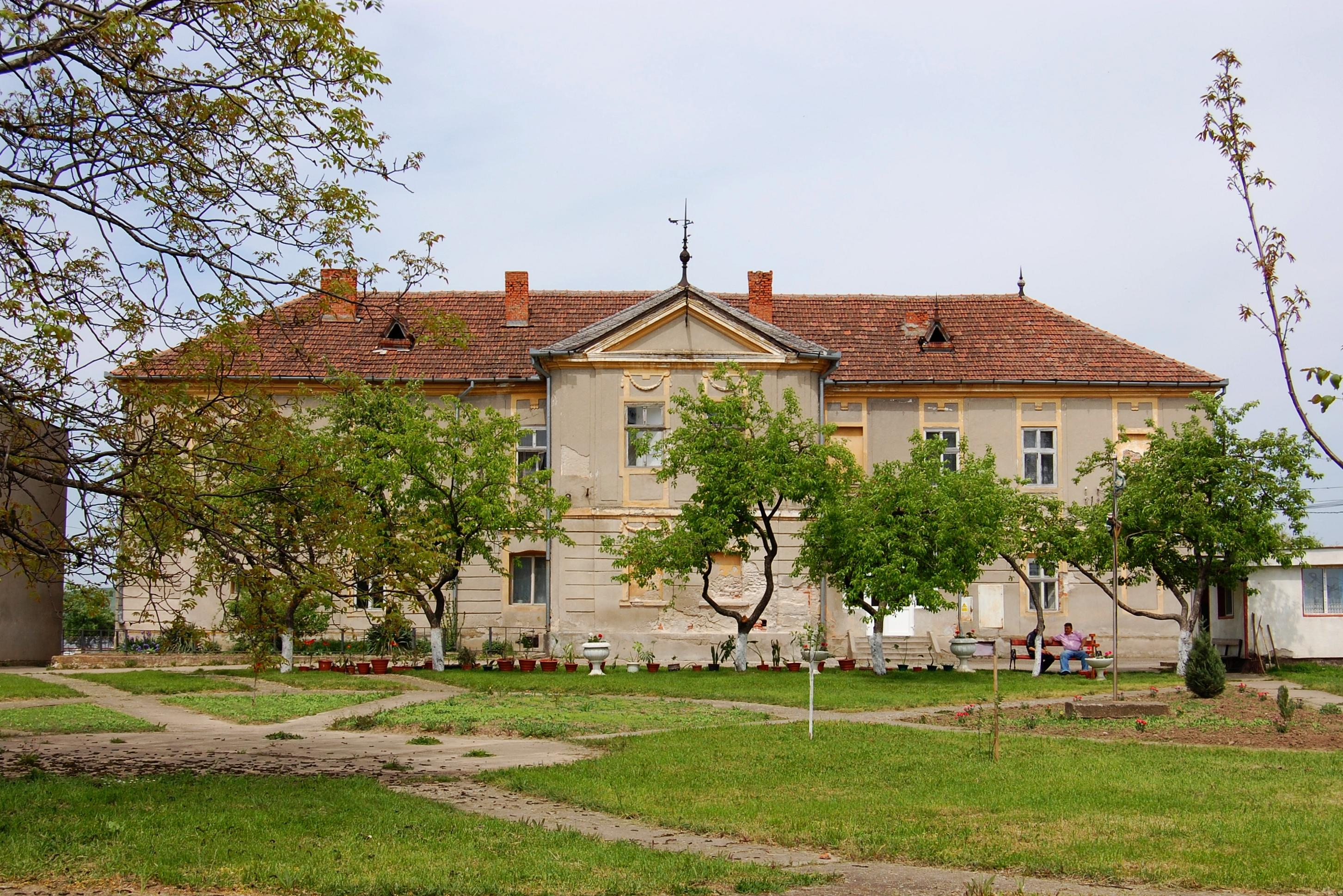
Kasteel Mezotelegd

## Bevolking
Van de 6968 inwoners die er in 2011 woonden waren er 4556 etnisch Roemeens, 1409 Hongaars, 649 Roma en 50 overig.

## Projecten
Vanuit Sassenheim zijn er in het verleden meerdere liefdadigheidsprojecten geweest voor Tileagd. Zo is er een waterleiding aangelegd en zijn er jaarlijks kledingtransporten naar Tileagd.

## Stedenbanden
- Sassenheim (Nederland), sinds 2001